# Kubička Kucsera Klára
Kubička Kucsera Klára (Léva, 1936. augusztus 19. – 2022. november 25.) szlovákiai magyar művészet- és építészettörténész.

## Élete
1953-ban érettségizett Komáromban, majd a pozsonyi Comenius Egyetemen, valamint a prágai Károly Egyetemen művészettörténet–esztétika szakon végzett. 1959–1965 között műemlékvédő Bajmócon, 1965–1974 között főiskolai oktató, majd a kerületi képtár munkatársa Besztercebányán. 1973-tól kandidátus. 1974–1983 között szabadfoglalkozású, 1987-től a pozsonyi Szlovák Nemzeti Galéria építészeti gyűjteményének megalapítója. 1997-től ismét Besztercebányán élt.
1992–1998 között a DOCOMOMO nemzetközi építészeti szervezet szlovákiai munkacsoportjának elnöke. Az 1960-as évektől foglalkozik a szlovákiai magyar képzőművészettel, számos kiállítás kurátora, katalógusok szerzője, lexikonok társszerzője.

## Elismerései
- 1991 Marian Váross-díj
- 1997 A Szlovákiai Magyar Képzőművészek Társasága nívódíja
- 2001 A Szlovák Köztársaság Ezüstplakettje
- 2005 Martin Kusý-díj
- 2011 Turczel Lajos-díj[9]
- 2016 Pro Cultura Hungarica díj[10]
- 2019 Magyar Művészeti Akadémia Építőművészeti Díja[9]
- 2019 Pribina-kereszt I. fokozata[11]

## Művei
- Szabó Gyula; Corvina–Madách, Budapest–Bratislava, 1972
- Szabó Gyula: Ecce homo. Grafikák; bev. Klára Kubičková; Madách–Corvina, Bratislava–Budapest, 1975
- Kisgaléria. Andrásy Tibor, Bacskai Béla stb.; szerk., bev. Klára Kubičková; Madách–Corvina, Bratislava–Budapest, 1978
- Egyedirajz kiállítás a Nagy Október 60. évfordulójának tiszteletére. 1973-1977. Žilina, Komárno, Banská Bystrica, Miskolc, Eger, Salgótarján. 1977–1978 / Výstava kresieb na počest' 60. výročia Vel'kého októbra; szerk., szlovákra ford. Klára Kubičková; Magyar Képzőművészek Szövetsége Észak-magyarországi Területi Szervezete, Miskolc, 1978
- Bacskai Béla / Béla Bacskai; Madách–Tatran–Corvina, Bratislava–Budapest, 1984
- Bacskai Béla: Grafika. Novohradská galéria, Lučenec / Nógrádi Galéria, Losonc. 27. VII.-14. IX. 1990; szerk., előszó Klára Kubičková; Novohradská galéria, Lučenec, 1990
- Milan Michal Harminc, 1869–1964. Výber z autorskej grafickej dokumentácie architektonického diela. Slovenská národná galéria, Bratislava marec apríl 1991; szerk. Kubička Kucsera Klára, Anna Zajková; Slovenská národná galéria, Bratislava, 1991
- Hommage à Gyula Szabó. K nedožitým 85. narodeninám Gyulu Szabóa. 7. VI.–23. VII. 1992, Lučenec-Losonc / Hommage à Gyula Szabó. Szabó Gyula 85. születésnapjának tiszteletére / Hommage à Gyula Szabó. Aus dem Anlass des 85. Geburtstages von Gyula Szabó; szerk. Kubičková Kucsera Klára, Szabó-Haltenberger Kinga; Novohradská galéria, Lučenec, 1992
- Lipcsey. Fába vésett sorsok; Méry ratio, Somorja, 1995
- Akademický maliar Jozef Nagy, 70 / Nagy József képzőművész; előszó, szerk. Kubička Kucsera Klára; Miestne zastupitel'stvo, Podunajské Biskupice, 1996
- Képünk. Szlovákiai Magyar Képzőművészek Társasága; AB-Art, Pozsony, 1999
- Nebeské a pozemské. Nagy József 80 / Égi és földi / Heavenly and earthly; Pro Arte Danubií–Szlovákiai Magyar Képzőművészek Társasága, Komárom, 2006
- Szabó Gyula. 1907–1972; szerk. Kubička Klára; Nap, Dunaszerdahely, 2007
- Flache Gyula, 1892–1967. Kiállítás. SZNM-SZMKM, Brämer-kúria, Pozsony, 2008. szeptember 19–október 26. / Július Flache, 1892–1967. Výstava. SNM-MKMS, Brämerova kúria, Bratislava, 19. september–26. október 2008; Hagyományok és Értékek Polgári Társulás–Szlovákiai Magyar Kultúra Múzeuma, Pozsony, 2008
- Očití svedkovia 1914–1918. Prvá svetová vojna vo výtvarnom umení. Katalóg výstavy / Szemtanúk 1914–1918. Az első világháború a képzőművészetben. A kiállítás katalógusa; szerk. Klára Kubičková Kucsera; Občianske združenie Tradície i hodnoty–Slovenské národné múzeum Múzeum kultúry Maďarov na Slovensku, Bratislava, 2015

## Kiállításai
- 2006 – Szlovákiai Magyar Könyvillusztráció 1990–2005